# Videnskabelig uredelighed
Videnskabelig uredelighed er et brud på standarden for videnskabelig og etisk adfærd i professionel videnskabelig forskning. De oftest forekommende former er:
- Fabrikation – udgivelse af forfalsket eller bevidst vildledende forskning. Forskningen kan således være ren fabrikation, hvor forskningsresultater er opfundet, eller forfalskning, hvor forskningsresultater er manipuleret eller udeladt. Denne form forekommer ikke mindst, når forskningsresultater strider mod forskerens eller dennes sponsors interesser.
- Plagiarisme – hvor man tager æren for andres forskning.
- Uetisk forskning – hvor man bryder etiske standarder for eksperimenter på mennesker eller dyr.

Videnskabelig uredelighed kan nogle gange stride mod gældende lovgivning. Det er en alvorlig sag at blive anklaget for videnskabelig uredelighed, og det kan få alvorlige konsekvenser for forskeren, hvis forskeren kendes skyldig i videnskabelig uredelighed.

## Dansk definition
I Danmark er videnskabelig uredelighed defineret i loven af 1. juli 2017 om Nævnet for Videnskabelig Uredelighed. Definitionen lyder således:
- Fabrikering: Uoplyst konstruktion af data eller substitution med fiktive data.
- Forfalskning: Manipulation af forskningsmateriale, udstyr eller processer samt ændring eller udeladelse af data eller resultater, hvorved forskning fremstår misvisende.
- Plagiering: Tilegnelse af andres ideer, processer, resultater, tekst eller særlige begreber uden retmæssig kreditering.”

## Motivation for videnskabelig uredelighed
De tre primære motivatorer for videnskabelig uredelighed skulle angiveligt være:
- Karrierepres – Videnskab er ofte en stærkt karrieredreven disciplin. Videnskabsfolk har brug for et godt omdømme for at modtage støtte, og et godt omdømme bygger i væsentlig udstrækning på udgivelsen af vigtige videnskabelige artikler. Videnskabsfolk er således nødt til at udgive artikler, hvilket kan motivere desperate videnskabsfolk til at fabrikere resultater.

- At "kende det rigtige svar" – Selv om videnskabsfolk ikke nødvendigvis ønsker at snyde, kan de falde i den fælde, at de ønsker at introducere en "sandhed", som de selv tror på, idet de undgår at gennemføre de nødvendige eksperimenter, der ville have afkræftet deres formodning.

- Muligheden for slippe af sted med det – I mange videnskabelige felter er det svært at gentage eksperimenterne på grund af den kontekst, eksperimenterne indgår i. Det betyder, at selv hvis en forsker forfalsker data, kan forskeren forvente at slippe af sted med det, eller i det mindste foregive at være uskyldig, hvis forskerens resultater ikke stemmer overens med andre forskeres resultater.